# Rupert Hillerich
Rupert Hillerich OFMConv (* 9. Mai 1913 in Louisville, Kentucky; † 26. Mai 1969 in Ndola, Sambia) war ein US-amerikanischer römisch-katholischer Ordensgeistlicher und Apostolischer Präfekt von Solwezi in Sambia.

## Leben
Rupert Hillerich trat der Ordensgemeinschaft der Minoriten bei und legte am 27. August 1931 die Profess ab. Am 19. Dezember 1936 empfing er das Sakrament der Priesterweihe. Papst Johannes XXIII. bestellte ihn am 30. August 1959 zum ersten Apostolischen Präfekten von Solwezi. Hillerich nahm an der zweiten, dritten und vierten Sitzungsperiode des Zweiten Vatikanischen Konzils teil.
Hillerich starb im Mai 1969 in einem Krankenhaus in Ndola und wurde auf dem Gelände des St. Francis College in Kitwe beigesetzt.